# Voetbalkampioenschap van Saale 1918/19
In 1918/19 werd het twaalfde voetbalkampioenschap van Saale gespeeld, dat georganiseerd werd door de Midden-Duitse voetbalbond. Hallescher FC 96 werd kampioen en plaatste zich voor de Midden-Duitse eindronde. De club versloeg FC Viktoria 1909 Stendal, SpVgg Naumburg 05 en SC Erfurt 1895. In de finale versloeg de club Dresdner Fußballring. Er was geen verdere eindronde voor de Duitse landstitel.

## 1. Klasse
| Plaats | Club                      | Wed. | Saldo | Ptn.  |
| ------ | ------------------------- | ---- | ----- | ----- |
| 1.     | Hallescher FC 1896        | 12   | 44:16 | 22:02 |
| 2.     | FV Sportfreunde Halle     | 12   | 33:23 | 17:07 |
| 3.     | Hallescher FC Wacker 1900 | 12   | 35:32 | 13:11 |
| 4.     | Hallescher BC Borussia 02 | 12   | 32:29 | 12:12 |
| 5.     | SV 1898 Halle             | 12   | 18:31 | 09:15 |
| 6.     | SV Favorit Halle          | 12   | 20:29 | 06:18 |
| 7.     | VfB Merseburg             | 12   |       | 05:19 |

Na de val van het keizershuis nam Hohenzollern Halle de naam SV 1898 Halle aan.
|  | Kampioen, geplaatst voor de Midden-Duitse eindronde |